# كارل فريدريك سيرف
كارل فريدريك سيرف (بالألمانية: Karl Friedrich Cerf)‏ هو مدير مسرح ‏ ألماني، ولد في 27 فبراير 1771 في Eisenheim ‏ في ألمانيا، وتوفي في 6 نوفمبر 1845 في برلين في ألمانيا.